# Anas theodori
Marrequinha-das-maurícias ou marrequinha-das-mascarenhas (Anas theodori) é uma espécie extinta de ave que era endêmica das ilhas Maurício e Reunião.